# Anna-Lisa Lindén
Anna-Lisa Lindén, född den 25 juli 1942 i Värnamo, är en svensk sociolog och professor i sociologi vid Lunds universitet.
Lindén har sedan 1965 varit verksam som lärare och forskare vid Lunds universitet. Hon blev licentiat i sociologi 1972 och docent 1983. Lindén har huvudsakligen varit verksam vid Sociologiska institutionen, men har även varit anställd som forskare vid Lunds Tekniska Högskola (LTH) vid institutionerna för Teknisk vattenresurslära respektive Teknik-Ekonomi-Miljö. Lindén har i sin forskning ett brett intresse för samhällsvetenskap, naturvetenskap, teknik och ekonomi, vilket lett till att hon i många forskningsprojekt både nationellt och internationellt samarbetat med forskare med teknik-, natur-, medicin- och ekonomiinriktning. 
Samarbeten har inte begränsats till deltagare enbart från den akademiska världen. Lindén har medverkat som forskare och expert vid departement i delegationer kring klimat, energi och miljö, samt i internationella projekt inom EU. Resultaten har sammanfattats i publikationer i form av både praktiskt orienterade såväl som inom forskning i artiklar, böcker och rapporter på svenska eller engelska.
Lindén har varit sakkunnig och styrelsemedlem vid flera svenska forskningsråd (Naturvårdsverket, Byggforskningsrådet, Formas, Vinnova, Energimyndigheten/EUN samt  Forskningsstiftelsen vid Göteborg Energi) inom områden som trafik, resande och transportsystem, stadsutveckling och urban miljö, konsumtion och miljöpåverkan, energianvändning och energieffektivisering.
Utöver forskning och utvecklingsprojekt har Lindén handlett och undervisat studenter och doktorander i sociologi.